# Millville (Nova Jérsei)
Millville é uma cidade localizada no estado americano de Nova Jérsei, no Condado de Cumberland.

## Demografia
Segundo o censo americano de 2000, a sua população era de 26.847 habitantes.
Em 2006, foi estimada uma população de 28.194, um aumento de 1347 (5.0%).

## Geografia
De acordo com o United States Census Bureau tem uma área de
115,4 km², dos quais 109,7 km² cobertos por terra e 5,7 km² cobertos por água. Millville localiza-se a aproximadamente 8 m acima do nível do mar.

## Localidades na vizinhança
O diagrama seguinte representa as localidades num raio de 16 km ao redor de Millville.